# Heterospilus cameroni
Heterospilus cameroni  (лат.) — вид наездников рода Heterospilus из подсемейства Doryctinae семейства бракониды (Braconidae). Встречаются в Центральной Америке: эндемик Коста-Рики.

## Описание
Мелкие перепончатокрылые насекомые, длина от 2,5 до 3,0 мм. Голова и грудь коричневые (лицо светло-коричневое); ноги и скапус жёлтые (скапус без коричневой латеральной продольной полоски), флагеллум коричневый с более светлыми базальными 1-3-м флагелломерами. Метасомальные 1-3-й тергиты коричневые, 4-7-й тергиты светло-коричневые. Вертекс и лоб поперечно бороздчатые; 4-7-й метасомальные тергиты гладкие. Скутеллюм и лицо гладкие. Маларное пространство короткое, равное или меньше чем 0,25 от высоты глаза. Жгутик состоит из 21-25 члеников. Расстояние между оцеллием и сложным глазом равно примерно 1,5-кратному диаметру бокового оцеллия. Яйцеклад равен примерно 75 % от длины брюшка. В переднем крыле развита радиомедиальная жилка. Передняя голень с единственным рядом коротких шипиков вдоль переднего края. На задних тазиках ног есть отчётливый антеровентральный базальный выступ, вертекс головы сбоку у глаз нерезко угловатый. Предположительно, как и другие виды рода Heterospilus, паразитируют на жуках или бабочках. Вид был впервые описан в 2013 году американским гименоптерологом Полом Маршем (Paul M. Marsh; North Newton, Канзас, США) с группой американских коллег-энтомологов (Wild Alexander L., Whitfield James B.; Иллинойсский университет в Урбане-Шампейне, Эрбана, Иллинойс, США) и назван в честь английского энтомолога, специалиста по перепончатокрылым насекомым Питера Камеруна (P. Cameron, 1847—1912), описавшего в 1880-1900-х годах множество новых таксонов этих насекомых. От близких видов Heterospilus cameroni отличается очень коротким маларным расстоянием, а также жилкованием крыльев (жилка r переднего крыла равна или короче, чем жилка 3RSa; в заднем крыле присутствует жилка SC+R, а жилка M+CU равны длине жилки 1M).